# سوزان باتلر
سوزان باتلر (بالإنجليزية: Susan Butler)‏ هي معجمية أسترالية، ولدت في 1948.

## وصلات خارجية
- الموقع الرسمي